# NGC 6782
NGC 6782 هي مجرة حلزونية تقع في كوكبة الطاووس (كوكبة). يوجد بالمجرة هيكلين دائريين متميزين.

## وصلات خارجية
- NGC 6782 على موقع ويكي سكاي: DSS2, SDSS, GALEX, IRAS, Hydrogen α, X-Ray, Astrophoto, Sky Map, Articles and images